# توماس فيكيتشي
توماس لوكاس فراغا فيكيتشي (بالبرتغالية: Thomas Lukas Fraga Fekete‏) (مواليد 19 سبتمبر 1995) هو لاعب كرة قدم سويسري ، يجيد اللعب في مركز الظهير الأيسر ، ويلعب أيضًا كجناح أيسر وظهير أيمن ، ويلعب حاليًا لنادي يانغ بويز السويسري.

## بطولات وإنجازات اللاعب

### فادوتس
- كأس ليختنشتاين لكرة القدم: 2015–2016

## روابط خارجية
- توماس فيكيتشي على موقع قاعدة بيانات كرة القدم.إي يو (الإنجليزية)
- توماس فيكيتشي على موقع Soccerway.com (الإنجليزية)
- توماس فيكيتشي على موقع عالم كرة القدم.نت (الإنجليزية)
- توماس فيكيتشي على موقع AS.com (الإسبانية)

- Thomas Fekete